# 민종기
민종기(閔宗基, 1951년 1월 4일~)는 대한민국의 정치인이다. 제38·39대 당진군수를 지냈다. 종교는 개신교이다.

## 이력
- 2004년 6월 5일 당진군수 보궐선거에서 열린우리당 후보로 출마, 황규호(한나라당), 이철환(자유민주연합)을 제치고 당선되었다.[1]
- 2006년 5월 31일 당진군수 선거에서 이철환(국민중심당), 이덕연(한나라당), 손창원(민주노동당)을 이기고 재선되었다.[2]
- 2006년 12월 28일 주간지 뉴스매거진으로부터 2006년 인물대상 지방자치대상을 수상하였다.
- 2008년 3월 17일 당을 탈당하였다.[3](열린우리당→대통합민주신당→통합민주당→무소속)
- 2010년 1월 13일 한나라당에 입당하였다.[4](무소속→한나라당)
- 2010년 4월 22일 감사원의 '지역토착비리' 감사에 관내 건설회사로부터 3억원 상당의 별장을 뇌물로 받은 혐의외 3건이 적발되었다.[5]
- 2010년 4월 23일 그는 민종기 당진군수 선거본부 측을 통해 보도자료를 발표하고, 이 모든 의혹은 사실이 아니라고 밝혔다.[6] 한나라당은 그를 당진군수 후보 공천에서 취소하고, 중앙당 차원에서 당진군수 후보를 공천하지 않기로 결정하였다.[7]
- 2010년 4월 24일 검찰수사로 출국 금지 상태인 그는 인천국제공항을 통하여 중국으로 도주를 시도 하였으나, 출입국 심사대에서 위조 여권이 발각, 국내로 도주하였다. 이로 인해 그는 위조 여권 혐의가 추가되어 검찰의 추적을 받고 있다.[8]
- 2010년 4월 28일 검찰의 추적을 받고 있던 그는 오후 9시경 서울시 양천구 신월동 국립과학수사연구소 앞에서 시속 200km가 넘는 고속도로 추격전 끝에, 검찰 수사관에 의해서 체포되어 대전지검 서산지청으로 압송되었다. 그는 위조 여권 사용으로 공문서 위조 등의 혐의로 26일 체포영장이 발부되어 전국 수배중이었으며, 모텔을 전전하다 지인의 신고로 체포되었다.[9][10]
- 2010년 5월 1일 검찰은 민종기 군수를 뇌물수수 및 공문서 위조 등 혐의로 구속했다.[11]
- 2011년 5월 1일 대전지법 서산지원은 징역 11년 및 벌금 7억원을 선고(몰수 포함), 항소심인 대전고법에서는 징역 8년으로 감형되고 벌금 7억원은 그대로 유지하였다.[12]

## 학력
- 합덕초등학교 졸업
- 합덕중학교 졸업
- 충남고등학교 졸업
- 공군사관학교 학사
- 영남대학교 경영대학원 MBA
- 콜로라도대학교 경영대학원 MBA
- 호서대학교 대학원 경영학 박사

## 경력
- 조달청 외자국(행정사무관)
- 국무총리 행정조정실(산업,보사,노동담당 과장)
- 대전 세계박람회 운영부장
- 충청남도청 지역경제국장
- 충남 논산시청 부시장(논산시 승격 준비기획단장 겸임,1996년)
- 공주대학교, 건양대학교 및 신성대학 겸임교수
- 충청남도청 경제통상국장(1995년 1월~1995년 7월)
- 충남 천안시 부시장(2002년~2004년 3월)
- 55대 당진군수(2004년 6월~2006년 6월(열린우리당))
- 56대 당진군수(2006년 7월~2010년 6월(열린우리당→대통합민주신당→통합민주당→무소속→한나라당))

## 정치 행보

### 당진군수 선거
2004년 6월 5일 당진군수 보궐선거에 자유민주연합의 경선 후보로 참여의사를 밝힌바 있으나, 당시 노무현 대통령 탄핵 소추의 후폭풍으로 바로 이전 선거인 제18대 당진군 국회의원 선거에서 9표차이로 아깝게 당선을 놓친 당진 내에서 크게 알려지지 않았던 당시 여당인 열린우리당 국회의원 박기억 후보를 보고 당진군 여당인 열린우리당에 입당, 열린우리당 당진군수 보궐선거 국민 경선에서 승리함으로써 열린우리당의 당진군수 보궐선거 후보가 되었다. 그는 이 보궐선거에서 승리를 함으로써 처음으로 정치에 입문하게 된다. 이어서, 2006년 5월 31일 지방선거에서도 충청남도에서 열린우리당 당진군수 후보로 출마하여 재선되었다.
지난 2008년 3월 18일 야당인 통합민주당을 탈당하였고,, 2010년 1월 13일에 여당인 한나라당공천을 위해 한나라당에 입당하였다.
2010년 4월 23일 보도자료를 통해 감사원의 '지역토착비리'에 대해 전면 부인 하였음에도 불구하고, 한나라당은 중앙당 차원에서 그를 2010년 지방선거 당진군수 공천을 취소하고, 당진군수 후보를 공천하지 않기로 결정하였으나, 2010년 지방선거 최종 입후보자 결정일에 이 입장을 번복하여 손창원 후보를 공천하였다.

### 당진군수 시절
- 2006년 11월 당진군은 독일인 마을 조성을 결정하였다. 독일로부터의 귀국자에게 주거를 주는 목적이다.
- 2007년 1월 9일, 당진군·한화그룹·한국산업은행은 복합산업단지 테크노폴리스 조성사업에 관한 업무협약을 체결했다.

## 사건

### 당진시 승격을 위한 위장전입 파문
2012년 1월 1일 당진군은 현대제철 당진 일관제철소 준공이후 자연적인 인구유입에 의해서 당진시로 승격을 이루어냈지만, 2008년 당시에는 당진군의 시 승격은 당진군의 오래된 숙원 사업 중에 하나였다. 당진군을 둘러싼 인근 지자체(평택시, 서산시)들은 시승격을 이룬 반면 2000년대에 들어서도 상대적으로 개발에 소외된 당진은 계속해서 군에 머물고 있었다. 시 승격이 좀 더 구체적으로 공론화 된 것은 2004년 6월 5일 당진군수 보궐선거에서 그가 당선된 이후 부터이다. 이러한 구체적 공론화의 배경에는 그가 '천안시 부시장'으로 재직했던 배경에서 비롯한다.
당시 대한민국 제3회 지방 선거 천안시 시장후보였던 성무용 후보는 공약으로 '인구 50만의 천안시'를 발표했었다. 이 선거에서 승리한 성무용 후보는 시장이 된 이후에 '인구 50만의 천안시' 공약을 실천하였다. 그 실천방법으로 관내 공무원에게 가족, 친인척 등을 천안시로 불법 위장전입 시키는 등 천안시의 인구 50만명 확장사업에 참여하였다. 그는 이러한 사실을 2004년 당진군수 보궐선거 선거유세나 토론회 등지에서 강조하면서 당진을 시로 만들수 있다고 공약하였다.
2004년 당진군수 보궐선거에서 군수가 된 그는 당진군을 시로 승격시키기 위해서 이전에 천안시 부시장으로 참여했던 방법 그대로를 당진군 관내 공무원에게 지시하게 된다. 관내 공무원들에게 한 사람당 20명의 인원을 할당하여 공무원들의 가족, 친인척 등을 동원하여 당진군으로 위장전입을 시킨 것이다. 더불어 관내에 유일한 고등교육 기관인 신성대학의 대학생들을 대학 본부 주소로 위장전입하는 대신 현금을 지급하는 등 시 승격을 위해서 불법적인 방법으로 당진군의 인구를 늘려나갔다.
그러나 이러한 내용이 당진의 한 시민단체의 회원인 유종준씨가 처음으로 청와대에 민원 고발을 하였으나, 그 민원의 처리가 당진군에서 처리하면서 당진군청 직원으로부터 시승격에 대한 협조를 듣게 된다. 이에 그는 다시한번 중앙 언론사에 이 사실을 고발 하기에 이른다. 또한 당시 대한민국 제18대 총선에서 최저 선거율을 기록하는 등 여러 가지 정황이 탄로 나면서, 충남도청의 감찰과 경찰의 조사를 받게 된다. 이로 인해 52명이 입건되기에 이른다.
이후 지역 시민단체를 중심으로 '당진군수 민종기 퇴진운동'이 전개되었으며, 당진군청 홈페이지에서 게시판에서는 '사퇴'가 금기어가 되는 등의 해프닝이 발생하기도 하였다. 이런 일련의 사건을 KBS의 <시사기획 쌈>에서 보도하기도 하였다.
그러나 민종기는 거기서 그치지 않고 시승격을 위한 당진읍내 인구 늘리기에 집중하였고, 2010년 2월 민종기 군수는 당진읍내 등록인구가 4만 8천명에 육박하자 시승격준비위원회를 설치하고 6월 30일을 시 승격을 위한 요건 달성 D-Day로 설정하였으나
 그의 횡령 및 위조여권 사용등으로 구속 되는 등의 시승격은 좌절이 되는듯 싶었다. 그러나 현대 제철의 일관제철소가 준공된 이후로 제철소와 그 유관 기구의 인구 증가로 인해 결국 2012년 1월 1일 지역 숙원 사업이던 시승격을 이루게 되었다.
위 사건은 당시 당진 지역사회의 오래된 숙원 사업이기도 한 시 승격을 위해서 일어난 일이라 지역민들 사이에서도 외지인 위장전입이 불법임에도 쉬쉬하던 내용이었다. 이를 수사해야하는 당진경찰서, 이를 감시해야하는 지역 언론매체, 지역 시민단체 역시도 이러한 불법에 대해 암묵적으로 침묵하거나 적극적으로 불법 행위에 동참하였고, 결국 대표적인 향토 토착비리의 전형을 보여준 셈이 되었다. 인구의 50% 이상이 농업에 종사하고, 60% 이상이 만 65세 이상인 노인으로 구성된 당진군은 시승격시 실질적으로 지역민들에게 돌아가는 이득이 없음에도 불구하고 지방자치 단체장의 개인적 업적을 위해 현실에 어두운 지역민들을 이용하였다는 측면이 강한 사건이었다.
그리고 과거 부도난 한보의 당진제철소를 인수한 현대자동차그룹이 현대제철 일관제철소 준공되는 시점에서 자연스럽게 인구유입이 점쳐지고 있는 상황에서 그의 단기적이고 인위적인 인구유입은 위장전입 논란이 발생한 이후에 대량의 인구유출을 불러일으켰다. 지방자치 단체장들의 단기적인 업적 쌓기의 나쁜 전형을 보여준 결과인 셈이다. 위장전입 논란은 지역사회에 큰 상처와 동시에 지역주민들에게는 큰 오점을 남기는 사건이었다.

### 비리
2010년 4월 22일 감사원 '토착비리점검' 감찰에서 지역 건설회사로부터 3억원의 별장을 뇌물로 받은 혐의가 적발되었다. 그외에도 3건의 서로 다른 비리 혐의로 감찰되었으며 검찰에 수뢰, 수뢰후부정치사 혹은 사후수뢰, 직권남용, 입찰방해, 부동산실명법위반등의 혐의로 검찰수사 의뢰가 들어간 상태이다.
다음날인 4월 23일, 한나라당에서는 중앙당 차원에서 '비리에 연루된 자'라는 이유로 그를 2010년 한나라당 전국 지방선거 당진군수 후보 공천을 취소하였고, 한나라당은 2010년 지방선거에 당진군수 후보를 공천하지 않기로 결정하였다.
2010년 4월 24일 인천국제공항을 통해 중국으로 출국하려던 그는 출국심사과정에서 위조여권이 발각되면서 국내로 도주하였다. 그는 검찰수사에 의해서 출국 금지 상태였으며, 이로 인해 여권 위조 혐의도 추가되어 검찰의 추적을 받게 있었고, 4월 28일 체포되어 5월 1일 여권 위조 등의 혐의로 구속 되었다.
그 후 법정싸움을 계속하다가, 2011년 7월, 징역 8년이 확정되었다.

## 역대 선거 결과
|  | 39.1% |

|  | 41.66% |